# Braunschweiger Turn- und Sportverein Eintracht von 1895 2000-2001
Questa voce raccoglie le informazioni riguardanti il Braunschweiger Turn- und Sportverein Eintracht von 1895 nelle competizioni ufficiali della stagione 2000-2001.

## Stagione
Nella stagione 2000-2001 l'Eintracht Braunschweig, allenato da Reinhold Fanz e Uwe Hain, concluse il campionato di Regionalliga nord al 8º posto.

## Rosa
| N. |                         | Ruolo | Calciatore          |
| -- | ----------------------- | ----- | ------------------- |
| 1  | Germania (bandiera)     | P     | Uwe Zimmermann      |
| 2  | Germania (bandiera)     | C     | Andreas Wieczorek   |
| 3  | Germania (bandiera)     | D     | Bernd Eigner        |
| 4  | Germania (bandiera)     | C     | Patrick Falk        |
| 5  | Albania (bandiera)      | D     | Afrim Kuci          |
| 6  | Germania (bandiera)     | D     | Markus Küpper       |
| 7  | Germania (bandiera)     | A     | Alexander Schiller  |
| 8  | Germania (bandiera)     | C     | Claus Grzeskowiak   |
| 9  | Stati Uniti (bandiera)  | A     | Jacob Thomas        |
| 10 | Serbia (bandiera)       | A     | Milos Kolakovic     |
| 11 | Germania (bandiera)     | A     | Dirk Weetendorf     |
| 12 | Giamaica (bandiera)     | C     | Milton Griffiths    |
| 12 | Sierra Leone (bandiera) | C     | Rashin Wurie        |
| 13 | Germania (bandiera)     | A     | Manuel Endres       |
| 14 | Germania (bandiera)     | C     | Matthias Henze      |
| 15 | Brasile (bandiera)      | C     | Alessandro da Silva |
| 17 | Germania (bandiera)     | C     | Tobias Rau          |

| N. |                     | Ruolo | Calciatore         |
| -- | ------------------- | ----- | ------------------ |
| 18 | Germania (bandiera) | C     | Thomas Piorunek    |
| 19 | Liberia (bandiera)  | A     | Josephus Yenay     |
| 20 | Germania (bandiera) | C     | Darius Scholtysik  |
| 21 | Germania (bandiera) | D     | Manfred Kusch      |
| 23 | Germania (bandiera) | C     | Kosta Rodrigues    |
| 24 | Germania (bandiera) | C     | Mirko Burgdorf     |
| 26 | Nigeria (bandiera)  | A     | Victor Siasia      |
| 27 | Germania (bandiera) | P     | Sascha Kirschstein |
| 28 | Germania (bandiera) | P     | Jan Spoelder       |
| 29 | Germania (bandiera) | P     | Tobias Rott        |
| 30 | Germania (bandiera) | D     | Frank Edmond       |
| 31 | Croazia (bandiera)  | C     | Zdravko Tuzlak     |
|    | Tunisia (bandiera)  | C     | Kais Manai         |
|    | Germania (bandiera) | C     | Kelmend Mehmeti    |
|    | Germania (bandiera) | C     | Samir Naja         |
|    | Germania (bandiera) | C     | Sven Schierding    |

## Organigramma societario
Area tecnica
- Allenatore: Uwe Hain
- Allenatore in seconda:
- Preparatore dei portieri:
- Preparatori atletici:
- Analisi video:

## Calciomercato

### Sessione estiva
| Acquisti | Acquisti            | Acquisti              | Acquisti |
| R.       | Nome                | da                    | Modalità |
| -------- | ------------------- | --------------------- | -------- |
| C        | Patrick Falk        | Eintracht Francoforte |          |
| C        | Alessandro da Silva | SV Wilhelmshaven      |          |
| D        | Afrim Kuci          | Siegen                |          |
| C        | Kais Manai          | TuS Celle             |          |
| C        | Sven Schierding     | E. Braunschweig II    |          |
| A        | Alexander Schiller  | TBV Lemgo             |          |
| C        | Darius Scholtysik   | Siegen                |          |
| C        | Andreas Wieczorek   | Lubecca               |          |
| C        | Rashin Wurie        | Lok Stendal           |          |
| A        | Josephus Yenay      | Meppen                |          |

| Cessioni | Cessioni            | Cessioni              | Cessioni |
| R.       | Nome                | a                     | Modalità |
| -------- | ------------------- | --------------------- | -------- |
| D        | Serge Branco        | Eintracht Francoforte |          |
| D        | Fahed Dermech       | Hannover 96           |          |
| C        | Everson             | Arminia Bielefeld     |          |
| C        | Dieter Hecking      | Verl                  |          |
| C        | Niels Mackel        | Carl Zeiss Jena       |          |
| D        | Frank Meißner       | Lüneburger            |          |
| A        | Vladan Milovanović  | Arminia Hannover      |          |
| C        | Tobias Oteng-Mensah | VfR Mannheim          |          |
| A        | Piotr Tyszkiewicz   | Lech Poznań           |          |

### Sessione invernale
| Acquisti | Acquisti | Acquisti | Acquisti |
| R.       | Nome     | da       | Modalità |
| -------- | -------- | -------- | -------- |

| Cessioni | Cessioni | Cessioni | Cessioni |
| R.       | Nome     | a        | Modalità |
| -------- | -------- | -------- | -------- |

## Risultati

### Regionalliga nord

#### Girone di andata
| Arbitro: | Wehnert |

|                     |           |  |
| Weetendorf 34’, 87’ | Marcatori |  |

| Arbitro: | Melms |

|              |           |  |
| Teixeira 42’ | Marcatori |  |

| Arbitro: | Scheppe |

|                          |           |                          |
| Yenay 45’ Weetendorf 50’ | Marcatori | 45’ Mbwando 68’ Achilles |

| Arbitro: | Kinhöfer |

|           |           |                |
| Radtke 6’ | Marcatori | 64’, 75’ Manai |

| Braunschweig 23 agosto 2000, ore 19:00 CEST 5ª giornata | Eintracht Braunschweig | 0 – 0 referto | Union Berlino | Stadion an der Hamburger Straße (13 896 spett.)\| Arbitro: \| Krug \| |
| Arbitro:                                                | Krug                   |               |               |                                                                       |

| Arbitro: | Reimer |

|           |           |                              |
| Iyodo 50’ | Marcatori | 44’ Weetendorf 88’ Wieczorek |

| 9 settembre 2000 7ª giornata |  | – turno di riposo |  |  |

| Arbitro: | Seemann |

|                              |           |  |
| Weetendorf 24’ Rodrigues 49’ | Marcatori |  |

| Arbitro: | Voss |

|  |           |                                          |
|  | Marcatori | 21’, 37’ (rig.) Weetendorf 72’ Kolakovic |

| Arbitro: | Margenberg |

|                                            |           |             |
| Manai 4’ Rodrigues 13’ Weetendorf 44’, 90’ | Marcatori | 69’ Nowacki |

| Arbitro: | Scheppe |

|             |           |  |
| Sümnich 82’ | Marcatori |  |

| Braunschweig 14 ottobre 2000, ore 14:00 CEST 12ª giornata | Eintracht Braunschweig | 0 – 0 referto | Babelsberg | Stadion an der Hamburger Straße (10 698 spett.)\| Arbitro: \| Beitzel \| |
| Arbitro:                                                  | Beitzel                |               |            |                                                                          |

| Arbitro: | Marks |

|              |           |  |
| Kruskopf 10’ | Marcatori |  |

| Arbitro: | Gräfe |

|                                  |           |              |
| Weetendorf 42’ Jörres 53’ (aut.) | Marcatori | 90’ Kägebein |

| Arbitro: | Weber |

|          |           |                       |
| Zimin 9’ | Marcatori | 19’ (rig.) Weetendorf |

| Arbitro: | Stachowiak |

|                                          |           |            |
| Endres 18’ Falk 21’ (rig.) Wieczorek 69’ | Marcatori | 29’ Kringe |

| Arbitro: | Fleske |

|            |           |                   |
| Suksur 72’ | Marcatori | 52’ (aut.) Suksur |

| Arbitro: | Jung |

|                                                    |           |           |
| Endres 44’ Falk 52’ Eigner 59’ Schiller 89’ (rig.) | Marcatori | 90’ Lucic |

| Arbitro: | Jauch |

|             |           |                                |
| Winkler 56’ | Marcatori | 42’ Falk 87’ Endres 89’ Thomas |

#### Girone di ritorno
| Arbitro: | Marks |

|          |           |            |
| Goch 69’ | Marcatori | 37’ Endres |

| Arbitro: | Soltow |

|                                                             |           |  |
| Rodrigues 26’ Falk 34’ Griffiths 60’, 87’ (rig.) Endres 71’ | Marcatori |  |

| Arbitro: | Kreyer |

|             |           |            |
| Kruppke 83’ | Marcatori | 59’ Eigner |

| Arbitro: | Meiwes |

|                |           |                      |
| Weetendorf 49’ | Marcatori | 24’ (rig.) Scharping |

| Arbitro: | Heynemann |

|                               |           |                     |
| Nikol 78’ Teixeira 88’ (rig.) | Marcatori | 30’, 32’ Weetendorf |

| Arbitro: | Melms |

|                  |           |                              |
| Burgdorf 8’, 71’ | Marcatori | 39’, 62’ Melkam 88’ Altintop |

| 3 marzo 2001 26ª giornata |  | – turno di riposo |  |  |

| Arbitro: | Müller |

|                   |           |                                |
| Edmond 36’ (aut.) | Marcatori | 18’, 90’ Weetendorf 84’ Thomas |

| Arbitro: | Hems |

|          |           |             |
| Kuci 25’ | Marcatori | 3’ Georgiev |

| Arbitro: | Perschke |

|             |           |  |
| Tomoski 70’ | Marcatori |  |

| Arbitro: | Fröhlich |

|               |           |                              |
| Wieczorek 58’ | Marcatori | 45’ Antwerpen 74’ Schuchardt |

| Arbitro: | Gagelmann |

|                     |           |  |
| Röver 78’ Lazic 84’ | Marcatori |  |

| Arbitro: | Keßler |

|                        |           |              |
| Weetendorf 2’ Falk 48’ | Marcatori | 27’ Castilla |

| Arbitro: | Weber |

|            |           |  |
| Putilo 32’ | Marcatori |  |

| Arbitro: | Perschke |

|               |           |                      |
| Griffiths 83’ | Marcatori | 29’ Nouri 87’ Mamoum |

| Arbitro: | Bley |

|                     |           |            |
| Bugri 56’ Sahin 81’ | Marcatori | 23’ Eigner |

| Arbitro: | Grudzinski |

|            |           |                                                  |
| Eigner 15’ | Marcatori | 14’ Ivanauskas 56’, 82’ (rig.) Cengiz 61’ Wojcik |

| Arbitro: | Koop |

|                   |           |  |
| Eigner 20’ (aut.) | Marcatori |  |

| Arbitro: | Wegener-Gärtner |

|                                |           |                           |
| Burgdorf 35’ Eigner 70’ (rig.) | Marcatori | 15’ Raschke 23’, 89’ Wolf |

## Statistiche

### Statistiche di squadra
| Competizione      | Punti | In casa | In casa | In casa | In casa | In casa | In casa | In trasferta | In trasferta | In trasferta | In trasferta | In trasferta | In trasferta | Totale | Totale | Totale | Totale | Totale | Totale | DR  |
| Competizione      | Punti | G       | V       | N       | P       | Gf      | Gs      | G            | V            | N            | P            | Gf           | Gs           | G      | V      | N      | P      | Gf     | Gs     | DR  |
| ----------------- | ----- | ------- | ------- | ------- | ------- | ------- | ------- | ------------ | ------------ | ------------ | ------------ | ------------ | ------------ | ------ | ------ | ------ | ------ | ------ | ------ | --- |
| Regionalliga nord | 49    | 18      | 8       | 5       | 5       | 35      | 23      | 18           | 5            | 5            | 8            | 20           | 20           | 36     | 13     | 10     | 13     | 55     | 43     | +12 |
| Totale            | 49    | 18      | 8       | 5       | 5       | 35      | 23      | 18           | 5            | 5            | 8            | 20           | 20           | 36     | 13     | 10     | 13     | 55     | 43     | +12 |

### Andamento in campionato
| Giornata  | 1 | 2 | 3 | 4 | 5 | 6 | 7 | 8 | 9 | 10 | 11 | 12 | 13 | 14 | 15 | 16 | 17 | 18 | 19 | 20 | 21 | 22 | 23 | 24 | 25 | 26 | 27 | 28 | 29 | 30 | 31 | 32 | 33 | 34 | 35 | 36 | 37 | 38 |
| --------- | - | - | - | - | - | - | - | - | - | -- | -- | -- | -- | -- | -- | -- | -- | -- | -- | -- | -- | -- | -- | -- | -- | -- | -- | -- | -- | -- | -- | -- | -- | -- | -- | -- | -- | -- |
| Luogo     | C | T | C | T | C | T |   | C | T | C  | T  | C  | T  | C  | T  | C  | T  | C  | T  | T  | C  | T  | C  | T  | C  |    | T  | C  | T  | C  | T  | C  | T  | C  | T  | C  | T  | C  |
| Risultato | V | P | N | V | N | V |   | V | V | V  | P  | N  | P  | V  | N  | V  | N  | V  | V  | N  | V  | N  | N  | N  | P  |    | V  | N  | P  | P  | P  | V  | P  | P  | P  | P  | P  | P  |
| Posizione | 2 | 8 | 8 | 5 | 6 | 4 | 6 | 3 | 3 | 2  | 2  | 2  | 5  | 3  | 4  | 4  | 4  | 2  | 1  | 2  | 1  | 1  | 2  | 2  | 4  | 5  | 5  | 5  | 5  | 6  | 6  | 6  | 6  | 6  | 6  | 8  | 8  | 8  |

Legenda:

Luogo: C = Casa; T = Trasferta. Risultato: V = Vittoria; N = Pareggio; P = Sconfitta.

### Statistiche dei giocatori
| M. Burgdorf    | 14 | 3  | 1  | 0 |
| F. Edmond      | 25 | 0  | 7  | 0 |
| B. Eigner      | 26 | 5  | 8  | 0 |
| M. Endres      | 21 | 5  | 0  | 0 |
| P. Falk        | 19 | 5  | 2  | 0 |
| M. Griffiths   | 14 | 3  | 1  | 0 |
| C. Grzeskowiak | 26 | 0  | 6  | 2 |
| M. Henze       | 1  | 0  | 0  | 0 |
| S. Kirschstein | 0  | 0  | 0  | 0 |
| M. Kolakovic   | 21 | 1  | 0  | 1 |
| A. Kuci        | 11 | 1  | 3  | 0 |
| M. Kusch       | 1  | 0  | 0  | 0 |
| M. Küpper      | 36 | 0  | 8  | 0 |
| K. Manai       | 13 | 3  | 4  | 1 |
| K. Mehmeti     | 1  | 0  | 0  | 0 |
| S. Naja        | 2  | 0  | 0  | 0 |
| T. Piorunek    | 11 | 0  | 2  | 0 |
| T. Rau         | 34 | 0  | 6  | 0 |
| K. Rodrigues   | 32 | 3  | 2  | 1 |
| T. Rott        | 0  | 0  | 0  | 0 |
| S. Schierding  | 1  | 0  | 0  | 0 |
| A. Schiller    | 10 | 1  | 0  | 0 |
| D. Scholtysik  | 4  | 0  | 1  | 0 |
| V. Siasia      | 4  | 0  | 1  | 0 |
| A. Silva       | 32 | 0  | 10 | 1 |
| J. Spoelder    | 0  | 0  | 0  | 0 |
| J. Thomas      | 22 | 2  | 1  | 0 |
| Z. Tuzlak      | 2  | 0  | 1  | 0 |
| D. Weetendorf  | 26 | 17 | 3  | 0 |
| A. Wieczorek   | 25 | 3  | 3  | 0 |
| R. Wurie       | 2  | 0  | 0  | 0 |
| J. Yenay       | 17 | 1  | 2  | 0 |
| U. Zimmermann  | 36 | 0  | 1  | 0 |